# 堀川口駅
堀川口駅（ほりかわぐちえき）は、かつて愛知県名古屋市港区作倉町にあった東海道本線貨物支線（通称名古屋港線）の貨物駅である。

## 駅概要
堀川の河口にあたる名古屋港築地埠頭にあった。当駅は1954年（昭和29年）に移転しており、移転前は名古屋港ガーデン埠頭の東側付近にあった。
当駅構内には有蓋車などが乗り入れる埠頭への線路があったほか、周囲の三井倉庫や大日本木材防腐名古屋工場、住友軽金属工業名古屋製造所への専用線も存在した。なお、大日本木材防腐線と三井倉庫線は、当駅廃止後の1983年（昭和58年）ごろまで名古屋港駅分岐扱いで存続していた。

## 歴史
- 1928年（昭和3年）1月19日：名古屋港 - 当駅間延伸開業に伴い開業[1]。
- 1947年（昭和22年）3月 - 堀川口艀溜が完成し、水運との連結が図られる。
- 1954年（昭和29年）1月1日：北へ1.5 km移転[1]。旧駅は名古屋港駅に統合。
- 1980年（昭和55年）10月1日：名古屋港 - 当駅間廃止に伴い、名古屋港駅に統合される形で廃止[1]。

## 隣の駅
東海道本線（名古屋港線）
名古屋港駅 - 堀川口駅